# Le Mur d'Adam
 (novembre 2020).
Si vous disposez d'ouvrages ou d'articles de référence ou si vous connaissez des sites web de qualité traitant du thème abordé ici, merci de compléter l'article en donnant les références utiles à sa vérifiabilité et en les liant à la section « Notes et références ».
Pour plus de détails, voir Fiche technique et Distribution.
Le Mur d'Adam (anglais : Adam's Wall) est un film québécois anglophone réalisé par Michael Mackenzie (en), sorti le 17 octobre 2008 au cinéma.

## Synopsis
Dans le Mile End multiethnique de Montréal, au beau milieu d'une manifestation étudiante, Adam, un adolescent juif, et Yasmine, une jeune libanaise, tombent amoureux. Mais Adam est vite confronté aux sentiments négatifs de son grand-père, un rabbin orthodoxe qui voit d'un mauvais œil sa relation avec "cette fille arabe". Pendant ce temps, les conflits reprennent au Moyen-Orient et la vie de Yasmine se voit bouleversée lorsqu'elle apprend la disparition de sa mère dans Beyrouth bombardée.
Assombrie par les différends entre leurs familles, la relation des jeunes amoureux est mise à l'épreuve. Des souvenirs enfouis surgissent, des vérités sont révélées. En déroulant un fil symbolique pour unir les maisons de leur quartier, Adam et Yasmine parviendront-ils à abattre les murs qui les séparent?

## Fiche technique
- Titre original : Adam's Wall
- Réalisation : Michael MacKenzie
- Scénario : Dana Schoel, Dana Schoel et Michael MacKenzie
- Production : Ziad Touma, Olivier Sirois
- Idée originale : Dana Schoel
- Musique : Benoit Charest
- Directrice artistique : Anne Pritchard
- Décors : Annika Krauz
- Costume : François Laplante
- Photo : François Dutil
- Montage : Arthur Tarnowski
- Distribution canada : Equinoxe Films
- Vendeur à l'étranger : Les Films Séville
- Format : Couleur
- Pays :  Canada
- Langue : Anglais
- Genre : drame
- Date de sortie :
  -  Canada : 17 octobre 2008

## Distribution
- Jesse Aaron Dwyre : Adam Levy
- Flavia Béchara : Yasmine Gibran
- Paul Ahmarani : Najeeb Gibran
- Gabriel Gascon : Rabbi Levy
- Tyrone Benskin : Mostafa
- Maxim Roy : Christine
- Leni Parker : Anita Levy